# Поркьюпайн
По́ркьюпайн (англ. Porcupine River, гвичин: Ch’ôonjik) — река в Канаде и США, протекающая по территории Юкон и штату Аляска.

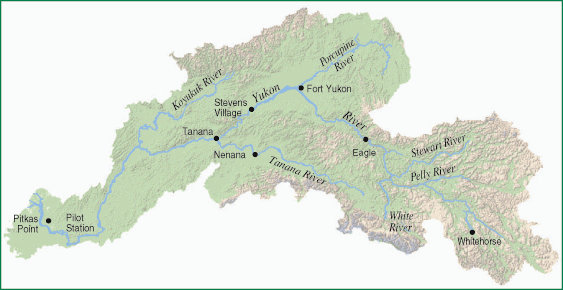
Схема бассейна реки Юкон

Длина — 916 км. Площадь бассейна — 61 400 км². Река берёт своё начало в северной части горного хребта Нахони, относящегося к горам Огилви. Впадает в русло реки Юкон близ города Форт-Юкон. Питание большей частью снеговое. Замерзает в октябре, вскрывается ото льда в апреле — мае.